# J.E. Bøgh
Johan Emilius Bøgh  (17. februar 1815 i Aarhus – 16. oktober 1893) var en dansk fotograf. 
J.E. Bøgh var søn af malermester Christian Bøgh. Han blev ligesom faderen udlært malermester, men under et besøg i København blev han interesseret i daguerreotypi. Han købte sig apparatur til daguerreotypi og nedsatte sig som daguerreotypist i Klostergade 32 i Aarhus. 
Bøgh fulgte med udviklingen inden for fotografi, og begyndte tidligt at fotografere på glasplader og herefter på papir. Blandt nogle af hans mere bemærkelsesværdige fotografier er portrætter af tyske soldater fra besættelsen af Aarhus under krigen i 1864.
Bøgh var i en kortere periode, fra 1859 til 1863, medlem af borgerrepræsentationen i Aarhus. 
Da Bøgh gik på pension i 1884, tilbød han sine gamle kunder portrætpladerne til deres fotografier, resten blev destrueret – en prisværdig handling, men kulturhistorisk et stort tab.